# Gran Premi d'Alemanya del 2014
El Gran Premi d'Alemanya de Fórmula 1 de la temporada 2014 va ésser disputat al Circuit de Hockenheim, del 18 al 20 de juliol del 2014.

## Resultats de la qualificació
| Pos                  | No | Pilot             | Constructor          | Part 1       | Part 2   | Part 3   | Sortida |
| -------------------- | -- | ----------------- | -------------------- | ------------ | -------- | -------- | ------- |
| 1                    | 6  | Nico Rosberg      | Mercedes             | 1:17.631     | 1:17.109 | 1:16.540 | 1       |
| 2                    | 77 | Valtteri Bottas   | Williams-Mercedes    | 1:18.215     | 1:17.353 | 1:16.759 | 2       |
| 3                    | 19 | Felipe Massa      | Williams-Mercedes    | 1:18.381     | 1:17.370 | 1:17.078 | 3       |
| 4                    | 20 | Kevin Magnussen   | McLaren-Mercedes     | 1:18.260     | 1:17.788 | 1:17.214 | 4       |
| 5                    | 3  | Daniel Ricciardo  | Red Bull-Renault     | 1:18.117     | 1:17.855 | 1:17.273 | 5       |
| 6                    | 1  | Sebastian Vettel  | Red Bull-Renault     | 1:18.194     | 1:17.646 | 1:17.577 | 6       |
| 7                    | 14 | Fernando Alonso   | Ferrari              | 1:18.389     | 1:17.866 | 1:17.649 | 7       |
| 8                    | 26 | Daniïl Kviat      | Toro Rosso-Renault   | 1:18.530     | 1:18.103 | 1:17.965 | 8       |
| 9                    | 27 | Nico Hülkenberg   | Force India-Mercedes | 1:18.927     | 1:18.017 | 1:18.014 | 9       |
| 10                   | 11 | Sergio Pérez      | Force India-Mercedes | 1:18.916     | 1:18.161 | 1:18.035 | 10      |
| 11                   | 22 | Jenson Button     | McLaren-Mercedes     | 1:18.425     | 1:18.193 |          | 11      |
| 12                   | 7  | Kimi Räikkönen    | Ferrari              | 1:18.534     | 1:18.273 |          | 12      |
| 13                   | 25 | Jean-Éric Vergne  | Toro Rosso-Renault   | 1:18.496     | 1:18.285 |          | 13      |
| 14                   | 21 | Esteban Gutiérrez | Sauber-Ferrari       | 1:18.739     | 1:18.787 |          | 171     |
| 15                   | 8  | Romain Grosjean   | Lotus-Renault        | 1:18.894     | 1:18.983 |          | 14      |
| 16                   | 44 | Lewis Hamilton    | Mercedes             | 1:18.683     | no time  |          | 20 2    |
| 17                   | 99 | Adrian Sutil      | Sauber-Ferrari       | 1:19.142     |          |          | 15      |
| 18                   | 17 | Jules Bianchi     | Marussia-Ferrari     | 1:19.676     |          |          | 16      |
| 19                   | 13 | Pastor Maldonado  | Lotus-Renault        | 1:20.195     |          |          | 18      |
| 20                   | 10 | Kamui Kobayashi   | Caterham-Renault     | 1:20.408     |          |          | 19      |
| 21                   | 4  | Max Chilton       | Marussia-Ferrari     | 1:20.489     |          |          | 21      |
| 107% temps: 1:23.065 |    |                   |                      |              |          |          |         |
| NC                   | 9  | Marcus Ericsson   | Caterham-Renault     | Sense temps3 |          |          | PL3     |
| Font:                |    |                   |                      |              |          |          |         |

## Resultats de la Cursa
| Pos   | No | Pilot             | Constructor          | Voltes | Temps / Retirada | Pos.Sortida | Punts |
| ----- | -- | ----------------- | -------------------- | ------ | ---------------- | ----------- | ----- |
| 1     | 6  | Nico Rosberg      | Mercedes             | 67     | 1h 33'42914      | 1           | 25    |
| 2     | 77 | Valtteri Bottas   | Williams-Mercedes    | 67     | + 20.789 s       | 2           | 18    |
| 3     | 44 | Lewis Hamilton    | Mercedes             | 67     | + 22.530 s       | 20          | 15    |
| 4     | 1  | Sebastian Vettel  | Red Bull-Renault     | 67     | + 44.014 s       | 6           | 12    |
| 5     | 14 | Fernando Alonso   | Ferrari              | 67     | + 52.467 s       | 7           | 10    |
| 6     | 3  | Daniel Ricciardo  | Red Bull-Renault     | 67     | + 52.549 s       | 5           | 8     |
| 7     | 27 | Nico Hülkenberg   | Force India-Mercedes | 67     | + 1:04.178 min.  | 9           | 6     |
| 8     | 22 | Jenson Button     | McLaren-Mercedes     | 67     | + 1:24.711 min.  | 11          | 4     |
| 9     | 20 | Kevin Magnussen   | McLaren-Mercedes     | 66     | + 1 Volta        | 4           | 2     |
| 10    | 11 | Sergio Pérez      | Force India-Mercedes | 66     | + 1 Volta        | 10          | 1     |
| 11    | 7  | Kimi Räikkönen    | Ferrari              | 66     | + 1 Volta        | 12          |       |
| 12    | 13 | Pastor Maldonado  | Lotus-Renault        | 66     | + 1 Volta        | 18          |       |
| 13    | 25 | Jean-Éric Vergne  | Toro Rosso-Renault   | 66     | + 1 Volta        | 13          |       |
| 14    | 21 | Esteban Gutiérrez | Sauber-Ferrari       | 66     | + 1 Volta        | 16          |       |
| 15    | 17 | Jules Bianchi     | Marussia-Ferrari     | 66     | + 1 Volta        | 17          |       |
| 16    | 10 | Kamui Kobayashi   | Caterham-Renault     | 65     | + 2 Voltes       | 19          |       |
| 17    | 4  | Max Chilton       | Marussia-Ferrari     | 65     | + 2 Voltes       | 21          |       |
| 18    | 9  | Marcus Ericsson   | Caterham-Renault     | 65     | + 2 Voltes       | PL          |       |
| Ret   | 99 | Adrian Sutil      | Sauber-Ferrari       | 47     | Virolla          | 15          |       |
| Ret   | 26 | Daniïl Kviat      | Toro Rosso-Renault   | 44     | Pèrdua d'oli     | 8           |       |
| Ret   | 8  | Romain Grosjean   | Lotus-Renault        | 26     | Pèrdua d'aigua   | 14          |       |
| Ret   | 19 | Felipe Massa      | Williams-Mercedes    | 0      | Col·lisió        | 3           |       |
| Font: |    |                   |                      |        |                  |             |       |

Notes:
- ^1  — Esteban Gutiérrez penalitza 3 posicions a la graella de sortida per col·lidir amb Pastor Maldonado al GP anterior.[3]
- ^2  — Lewis Hamilton penalitza 5 posicions per substituir la caixa de canvi.[4]
- ^3  — Marcus Ericsson no va poder marcar temps a la Q1 per problemes hidràulics.[1] i més tard va ser penalitzat amb haver de començar des del pit lane i haver de fer una parada de 10 segons (pit-stop) dins de les primeres tres voltes de la cursa, ja que el seu equip no va poder arreglar i segellar el seu cotxe abans del toc de queda, de manera que va incomplir el reglament del parc tancat.[5]